# ユミルリンク
ユミルリンク株式会社とは、東京都渋谷区に本社を置き、SaaS事業を行う日本の企業。
2011年2月に阪急阪神ホールディングス株式会社、エイチ・ツー・オー リテイリング株式会社、東宝株式会社の3社を中核とする企業グループ、阪急阪神東宝グループの傘下となった。

## 概要
同社eメールメッセージング製品「Cuenote」は用途に応じ3製品が提供され、いずれの製品も自社開発のMTA（Message Transfer Agent）である。並列化を行う事でメール配信・転送処理が高速化されている事が特徴である。
1. Cuenote FC　大規模一斉送信用メール配信ソフトウェア
2. Cuenote MR　eメールマーケティングソフトウェア
3. Cuenote SR-S　SMTPリレーサーバー

国内企業の海外市場におけるメールマーケティングの需要拡大に応え、メール配信システム「Cuenote FC」では中国語や韓国語ほか世界の約60言語で作成したメール文章に対応。  
迷惑メール対策のドメイン認証技術「DKIM」の啓蒙および国内普及を目的として2010年11月に設立されたJapan DKIM Working Group に参加。当団体が策定するリコメンデーションに基づき、2011年7月にメール配信システム「Cuenote FC」がDKIMに対応したと発表している。 
同社では開発言語としてPerlを用いる事が多く、Perl開発フレームワーク「TripleTail」やS/MIME暗号化モジュール、携帯絵文字対応日本語文字コード変換モジュールなどをCPANで公開するなど、技術情報の公開を行っている。同社のeメールメッセージング製品「Cuenote」ではPerlの他にErlangとC言語が用いられている。入念なプロファイリングにより、Erlangでボトルネックとなる処理をC言語による実装に置き換えることで、大幅な高速化を実現している。